# David Keuning
Dave Keuning (ur. 28 marca 1976 r. w Pella, Iowa, USA) – amerykański muzyk. Gra na gitarze elektrycznej oraz śpiewa w zespole The Killers.
David Brent Keuning urodził się 28 marca 1976 r. w Des Moines, Iowa, USA. Na gitarze zaczął grać w wieku 15 lat. Jako nastolatek był wielkim fanem U2. Jego ulubione albumy to "Unforgettable Fire" i "Achtung Baby". Od 1993 do 1997 r. grał na gitarze w zespole o nazwie "Pickle". Uczęszczał do Kirkwood Community College i University of Iowa, jednak rzucił szkołę i w 2000 r. przeprowadził się do Las Vegas. Tam pracował w sklepie obuwniczym, później w Banana Republic.